# 小谷眞一
小谷 眞一（こたに しんいち、1946年-）は、日本の数学者。大阪大学名誉教授。専門は確率論。特にランダム・シュレディンガー作用素の研究。

## 略歴
1946年生まれ。1970年 東京大学理学部数学科卒業。1976年 理学博士(論文主査は、渡辺信三)。京都大学理学部助教授を経て、1988年 東京大学理学部教授、1992年 同 大学院理学研究科(数理科学研究科)教授、1994年 大阪大学大学院理学研究科教授。2008年 退官、名誉教授、関西学院大学理工学部教授、2015年 同 客員研究員。
ランダムSchrodinger作用素に関する小谷理論で知られている。

## 職歴
- 1972年 京都大学助手
- 1976年 同 助教授
- 1988年 東京大学理学部教授
- 1992年 同 大学院数理学研究科教授
- 1993年 同 数理科学研究科教授
- 1994年 大阪大学理学部教授
- 1996年 同 大学院数理学研究科教授
- 2008年 同 名誉教授
- 2008年 関西学院大学理工学部教授
- 2015年 同 特定プロジェクト研究センター研究員

## 受賞および講演歴
- 1987年 日本数学会彌永賞[5]
- 1990年 ICM 1990 京都 招待講演[6]